# 이야기 상담
이야기 상담 또는 내러티브 카운슬링(Narrative counseling) 또는 이야기 치료(Narrative therapy)는 내담자(클라이언트)가 자신의 가치와 그와 관련된 기술을 식별하도록 돕는 상담심리의 한 형태이다. 내담자에게 이러한 가치를 살릴 수있는 능력에 대한 지식을 제공하여 현재와 미래의 문제에 효과적으로 대처할 수 있도록 지지할 수 있다. 상담자는 클라이언트가 이러한 가치의 역사적 환경을 조사하여 자신에 대한 새로운 이야기(narrative)를 공동 진행할 수 있도록 도와주는 협력적 지지자이다. 내러티브 상담은 사람들의 삶을 파괴적인 방식으로 형성한다고 주장하는 지배적 담론(dominant discourses)을 이슈화하고 이에 도전하는 상담 대화 및 이슈에 대한 사회정의(Social justice) 접근 방식이라고 언급한다.내러티브 상담은 일반적으로 가족 치료 분야에 위치할 것이라고 언급되기도하지만, 많은 저자와 실무자들은 커뮤니티 작업, 학교 및 고등 교육에서 이러한 아이디어와 관행을 사용한다고 보고하고있다.
마이클 화이트(Michael White)와 데이비드 엡스턴(David Epston)등이 주요하게 기여한 내러티브 상담은 협력적 입장에서뿐만 아니라 인간의 존엄성을 강력히 지지한다는 점에서 인간 중심 상담과 그 맥락을 같이한다고 알려져있다. 이러한 맥락에서 이야기 상담은 동등한 협력적 관계를 전제로 클라이언트가 스스로를 케어(care)하고 힐링(ᅟhealing)하는데 있어서 지식뿐만아니라 광범위한 정보제공을 최우선으로 이들을 지지한다.

## 분해와 재구성
내러티브 상담은 인간의 존엄성을 함몰시킬 수 있는 비판적으로 묵인된 사회적 담론의 존재로 인한 이러한 플롯(Plot)으로 비적절하게 영향받는 이들이 이러한 이슈에 대한 새로운 인식과 새로운 스토리를 확보하는데 도움을 주는 다각적인 시각을 형성할 수 있도록 적극적인 지원을 염두에 둔다. 이러한 새로운 이슈는 과거사의 분해(disassamble)와 이에따른 새로운 미래를 향한 스토리의 재구성(deconstruct)을 보여줄 수 있다. 이러한 분해와 재구성에서의 건강한 스토리는 자신이 있기를 원하는 곳으로부터 분리될수있다는 소외감 또는 자신이 당연히 소유해야할 그 무엇을 잃어버렸다는 박탈감에서 이러한 상황이  자신의 바람직한 방향이 다른이들의 바람직한 방향에서 같은 방향으로 놓여질수있다는 접근성의 시각으로 전환될수있는 정서적인 여지를 제공해줌으로써 개인과 사회 모두에게 건강한 이슈로 지속성을 갖도록 도울수있다.

## 유산
이야기는 오랜 인류의 유산으로서 언어가 오직 사회문화만을 통해서 한세대에서 그 다음세대로 이어지고 전달될수있는 인류역사의 현실에 비추어볼때 이야기는 정보를 전달하는 도구일뿐만아니라 정보를 처리하고 문화를 공유하는 훌륭한 보편적 자원으로 다루어져왔다. 이야기는 누구나가 접하고 습득하고 사용할 수 있는 문화유산으로 지역적인 그리고 언어적인 그 한계마저도 점차 현대 기술사회에 접어들면서 허물어지고 그 영역이 보다 확대되고 있다. 이러한 이야기의 강력함은 이야기가 누구나 언제 어디서나 사용할 수 있는 보편성에 있으며 이러한 보편성은 과거 인쇄술 그리고 현대의 통신기술의 발달과 함께 인간들이 서로를 공감할 수 있는 공통된 채널이자 서로에게 영감을 줄 수 있는 인류의 훌륭한 보편적 자산으로 더욱 곤고해졌다. 이러한 맥락에서 이야기 상담은 이미 클라이언트가 소유하고 사용하던 자원으로서 상담자와 동등한 이야기를 다룰수있는 채널이 이미 준비되어있다는 점에서 다른 상담 접근방법보다 매우 친근하고 효과적이라고 할 수 있다.

## 분리와 옵저버 그리고 발언권
마이클 화이트(Michael White)와 데이비드 엡스턴(David Epston)등은 자신 또는 다른 사람들이 스스로 창조해가는 삶의 이야기가 자신의 삶의 경험을 충분히 표현하지 못할 때 사람들이 문제를 경험한다는 가정을 바탕으로 동등한 협력적 관계를 전제한다. 사람은 누구나 문제를 가지고 있지만 이러한 이야기상담은 '사람이 문제가 아니라 문제가 문제다'('The person is not the problem, the problem is the problem')라는 맥락에서 사람과 문제의 분리가 중요하다는 외면화 대화(externalizing conversations)의 개념을 제안한다. 한편 옵션으로서 추가적인 협력자인 옵저버(observer)는 이러한 이야기 상담 세션(counseling session)에 참석할 수 있는 방청권만 있고 발언권은 제한받는 또 다른 이야기 상담 경험자 또는 상담자이다. 또한 상담세션에서의 당사자 본인의 발언권은 자신의 삶의 경험을 충분히 표현해주는 이야기의 재저작권(Re-authoring identity) 및 스토리텔링(storytelling)과 주요한 관련이 있다.

## 인간 존엄성
인간중심주의(인간 존엄성 중심주의)의 이러한 인본주의적 접근은 자아가 누군가로부터 받은 마음의 상처뿐만아니라 누군가에게 자신을 어떠한 모습으로 보여주는 과정에서 발생할 수 있는 부수적인 피해로부터 심리적 손상이 자아에 영향을 주는 경우처럼 보다 깊은 인간적 이해를 전제하고 이를 추구한다고 할 수 있다. 이것은 스토리텔링의 접근에서 보면 부모와 자녀의 관계를 예로 들어  '부모가 자녀들이 성장하는데 도움을 제공했다'는 이야기 사실로부터 다양한 면을 재구성할 수 있다는 것이다. 부모는 이러한 이야기(narrative)로부터 권위감보다는 겸손이 이 이야기의 내용을 재해석하도록 지지함으로써 건강한 자신감의 수준을 재설정하도록 도울수있으며 이러한 온전한 시각을 보장받음으로써 부모는 권위감으로 해석될수있었던 언행으로부터 자녀들의 감정과 정서의 불안감을 안정감으로 보호할 수 있으며 이러한 맥락과 별개로 또한  부모는 자녀가 성숙해지면서 점차 부모자신의 도움없이 하나의 독립된 인격체로 성장하고있다는 사실에 보다 주목할 수 있는 사실을 긍정적으로 받아들일수있는 이야기의 재구성에대한 권리를 보장받을 수 있다는 것이다.

## 같이 보기
- 심리언어학
- 포스트모더니즘
- 사회적 구성주의
- 인본주의 심리학
- 탈구조주의
- 스토리텔링